# Dynastie Yuan en Asie centrale

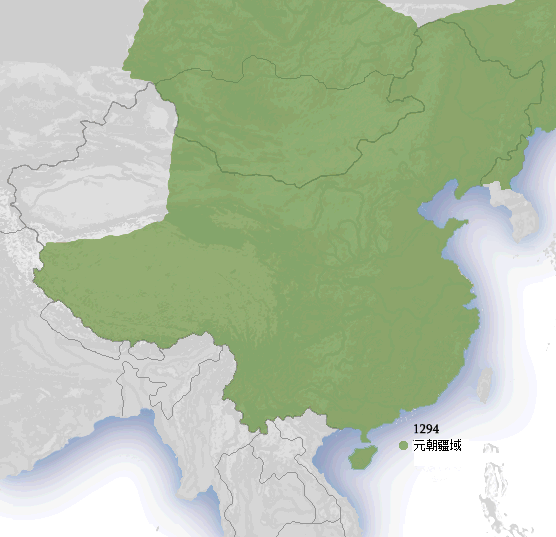
Territoire de la Dynastie Yuan vers l'an 1294.

La Dynastie Yuan en Asie Centrale est la période durant laquelle la dynastie Yuan établit sa domination sur l'Asie centrale. Elle est à cheval sur les XIIIe et XIVe siècles. Les dirigeants Gengiskhanides du Yuan sont originaires de la steppe mongole, et c'est Kubilai Khan, un petit-fils de Gengis Khan, qui fonde la dynastie en 1271 et établit sa capitale à Cambaluc. C'est une dynastie sinisée, qui incorpore de nombreux aspects des institutions politiques et militaires mongoles et des peuples d'Asie Centrale. Les territoires contrôlés par les empereurs Yuan en dehors de la Chine historique incluent la Mandchourie, la Mongolie-Intérieure, la Mongolie-Extérieure, une partie du sud de la Sibérie, le plateau tibétain et à certaines parties de l'actuelle province du Xinjiang. Les habitants de ces régions d'Asie centrale qui ne sont pas des Mongols appartiennent généralement à la classe Semu. De plus, les empereurs Yuan ont une suzeraineté nominale sur les trois khanats mongols occidentaux, à savoir la Horde d'or, le Khanat de Djaghataï et l'Ilkhanat. Mais dans les faits, ils sont indépendants et gouvernés de manière autonome depuis la division de l'Empire mongol à la suite de la guerre civile toluid dans les années 1260.

## Mandchourie

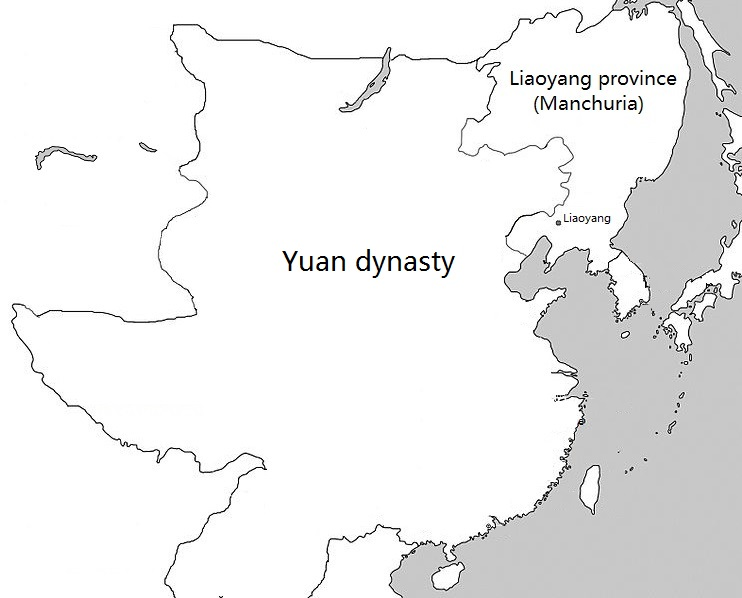
La Mandchourie au sein de la Dynastie Yuan

Avant l'émergence de l'Empire mongol au début du XIIIe siècle, la Mandchourie est gouvernée par les Jurchens de la dynastie Jin. Ce n'est qu'à la suite de la conquête mongole de la dynastie Jin, que la Chine du Nord et la Mandchourie passent sous le contrôle des Mongols. Après la fondation de la dynastie Yuan, la Mandchourie est intégrée aux territoires Yuan. Kubilai Khan, le fondateur de la dynastie, crée en 1269 la province de Liaoyang (遼陽行省), qui s'étend jusqu'au nord-est de la péninsule coréenne. La province devient un Xuanweisi (宣慰司) en 1286, avant de redevenir la province de Liaoyang en 1287. Par la suite, son statut de province reste inchangé jusqu'à la fin de la dynastie Yuan. Selon le Yuan Shi, qui est l'histoire officielle de la dynastie Yuan, les Mongols ont soumis militairement les Guwei (骨嵬, Gǔwéi), qui habitent dans l'île de Sakhaline. En 1308, tous les habitants de Sakhaline sont soumis à la dynastie Yuan. Même après le renversement de la dynastie Yuan par les Ming en 1368, la Mandchourie reste encore contrôlée par les Mongols, sous la houlette de Naghachu, un général de la dynastie mongole des Yuan du Nord, qui était à l'origine un officiel des Yuan. La conquête de la Mandchourie par les Ming n'a lieu qu'après la campagne militaire des Ming contre Naghachu en 1387.

## Mongolie

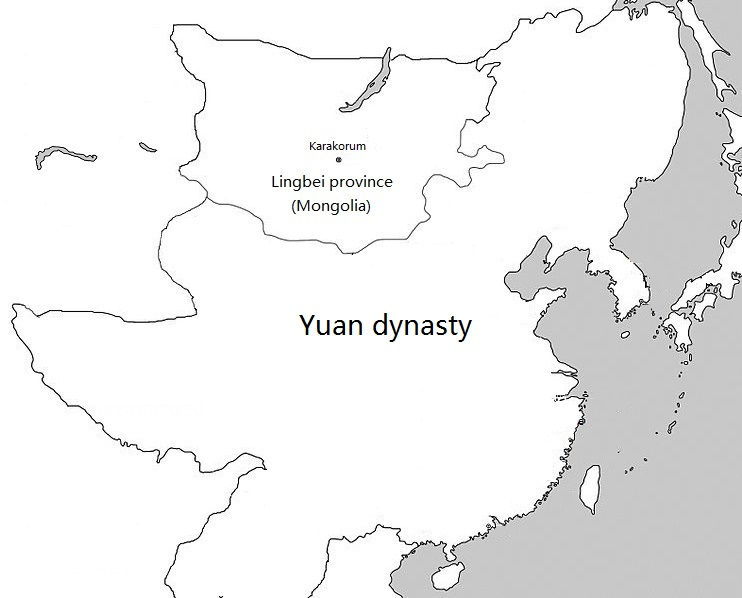
La Mongolie au sein de la Dynastie Yuan

Les Mongols sont originaires de la steppe mongole, et Karakorum est la capitale de l'Empire mongol jusqu'en 1260. Pendant la guerre civile toluid, la Mongolie est contrôlée par Ariq Böqa, un jeune frère de Kubilai Khan qui est en guerre ouverte avec lui pour le titre de Khagan. Après la victoire de Kubilai sur Ariq, la Mongolie est intégrée à la Région Centrale (腹裏), qui est directement gouvernée par le Secrétariat Central, dont le siège se trouve à Cambaluc, la nouvelle capitale des Yuan. Cependant, elle est occupée peu après par Qaïdu, le chef de la Maison d'Ögedei et Khan de facto du Khanat de Djaghataï, pendant sa guerre avec Kubilai Khan. Cette occupation est temporaire, car la Mongolie est reconquise peu de temps après par Boyan (chinois : 伯顔 ; pinyin : Bóyán), un général au service de la dynastie Yuan. Temür est ensuite nommé gouverneur de Karakorum et Boyan devient ministre. En 1307, sous le règne de Külüg Khan, le troisième empereur Yuan, la Mongolie est rattachée à la province de Karakorum (和林行省), bien que certaines parties de la Mongolie intérieure soient toujours gouvernées par le Secrétariat central. Elle est rebaptisée province de Lingbei (嶺北行省) en 1312 par Ayurbarwada Buyantu Khan, le successeur de Külüg. Après le renversement de la dynastie Yuan par la dynastie Ming en 1368, les Mongols se retirent en Mongolie, qui devient le centre de la dynastie Yuan du Nord.

## Tibet

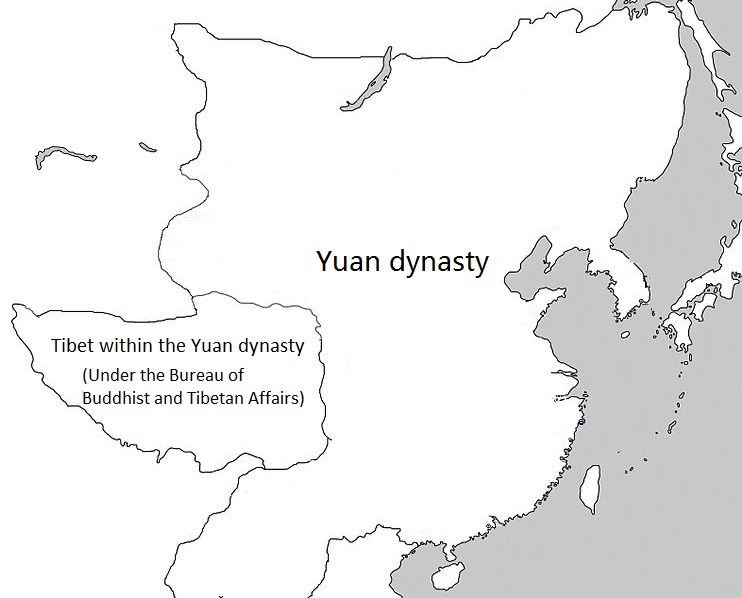
Le Tibet au sein de la Dynastie Yuan.

À la suite de la conquête du Tibet par les Mongols dans les années 1240, le royaume himalayen est incorporé à l'Empire mongol. Après l'intronisation de Kubilai Khan, le fondateur de la dynastie Yuan, le Tibet est placé sous l'autorité du Bureau des Affaires Bouddhistes et Tibétaines, ou Xuanzheng Yuan. Il s'agit d'une agence gouvernementale et d'un département administratif de haut niveau établi à Cambaluc et chargé de superviser les moines bouddhistes, en plus de gérer le territoire Tibetain. Outre la zone géographique qui correspond actuellement à la région autonome du Tibet, cette agence gouverne également une partie du Sichuan, du Qinghai et du Cachemire. Le Tibet est géré d'une manière différente de celle des autres provinces de la dynastie Yuan, c'est-à-dire celles correspondant à la Chine historique, mais reste toujours sous la domination administrative des mongols. L'un des buts du Xuanzheng Yuan est de sélectionner un dpon-chen (" grand administrateur "), qui est généralement nommé à ce poste par le lama et confirmé par l'empereur mongol depuis sa capitale. Pendant la période où les Yuan dominent le Tibet, les Tibétains conservent un pouvoir nominal sur les affaires religieuses et politiques régionales, tandis que les Mongols gèrent un pouvoir structurel et administratif qui s'étend sur la région et est renforcé par de rares interventions militaires. Le bouddhisme tibétain est favorisé en tant que religion d'État de facto de la dynastie Yuan, le dirigeant Drogön Chögyal Phagpa de la secte Sakyapa devenant même le précepteur impérial de Kubilai Khan. Le contrôle du Yuan sur la région prend fin avec le renversement de la dynastie par les Ming et la révolte de Tai Situ Changchub Gyaltsen contre les Mongols.

## Xinjiang
L'Empire mongol annexe la région qui correspond actuellement au Xinjiang après la conquête des Kara-Khitans. Après la division de l'Empire mongol et l'établissement de la dynastie Yuan par Kublai Khan, le Xinjiang devient un lieu de bataille entre les Yuan et le Khanat de Djaghataï. Après la fondation de la dynastie, les Yuan intègrent rapidement la majeure partie du Xinjiang actuel à la province de Bechbaliq (別失八里行省), mais il est occupé par le Khanat de Djaghataï en 1286. Après une longue guerre entre les deux dynasties mongoles, la majeure partie du Xinjiang passe sous le contrôle du Khanat, la dynastie Yuan ne contrôlant plus que la partie orientale de cette région. Kubilai et ses successeurs ne créent aucune province pour gérer cette zone, bien qu'une institution nommée "哈剌火州總管府" soit créée dans la partie est du Xinjiang en 1330 par les autorités Yuan. Après la chute de la dynastie Yuan en 1368, le khanat Kara Del est fondé à Hami par Gunashiri, un prince Yuan descendant de Djaghataï Khan. Ce petit Khanat devient un vassal des Ming en 1380 et existe jusqu'en 1513, date à laquelle il est détruit à la suite d'une guerre entre les Ming et les Oïrats.

## Suzeraineté nominale sur les Khanats occidentaux

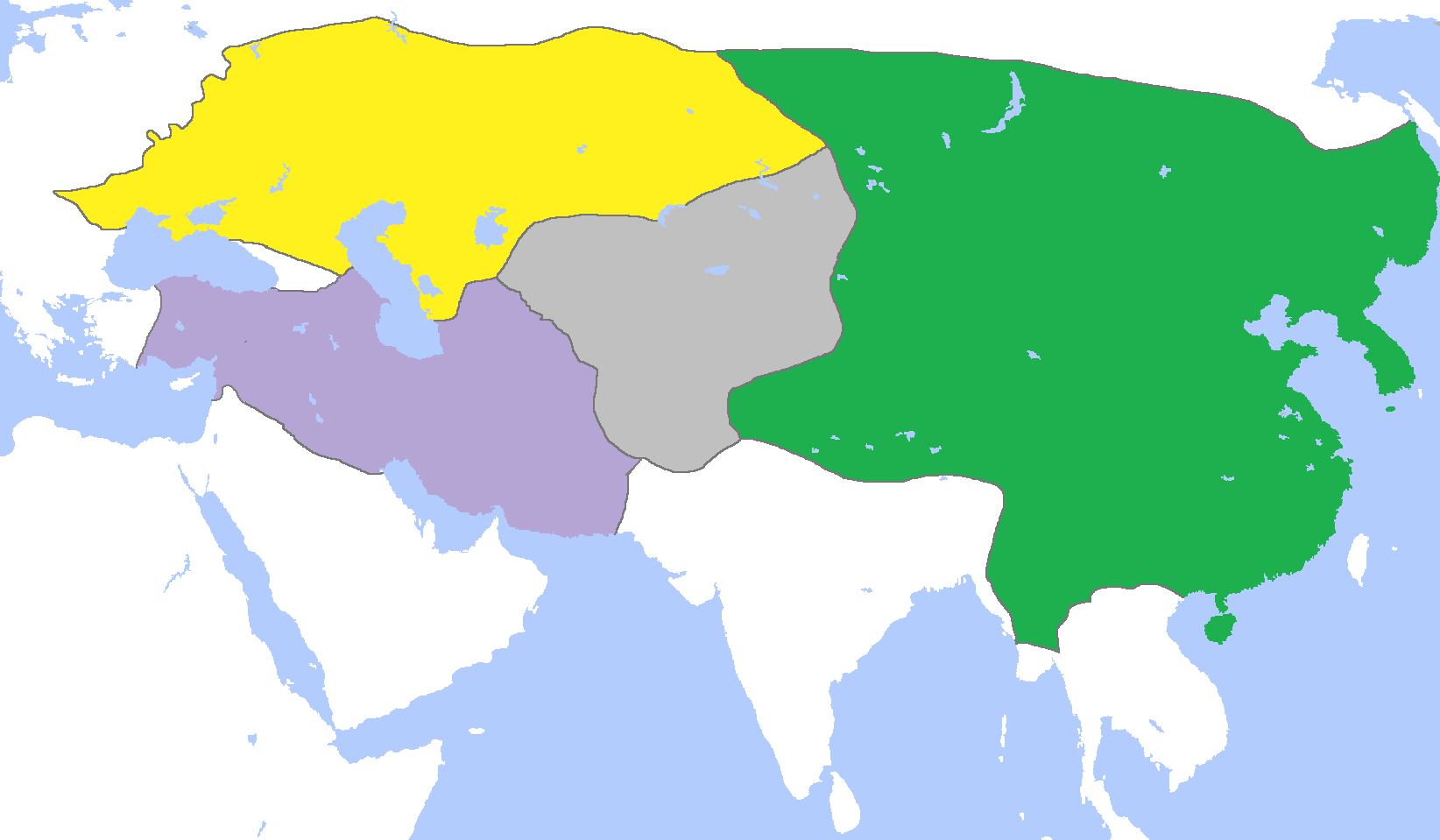
La Dynastie Yuan (en vert) et les trois autres khanats occidentaux, vers l'an 1300.

À la suite de la guerre civile toluid, l'Empire mongol s'est politiquement fragmenté en quatre khanats, à savoir la dynastie Yuan et les trois khanats occidentaux que sont la Horde d'or, le Khanat de Djaghataï. et l'Ilkhanat. La guerre entre Qaïdu et Kubilai (1268-1301) qui débute peu après la fin de la guerre civile, dure quelques décennies et aggrave la fragmentation. Kubilai Khan meurt en 1294 et en 1295, Ghazan devient le nouveau Khan de l'Ilkhanat. Ce dernier se convertit à l'Islam après son intronisation. Dès lors, il soutient activement l'expansion de l'islam dans son empire et renonce à toute relation avec la dynastie "païenne" des Yuan. Mais trois ans plus tard, il change de politique et envoie des ambassadeurs saluer Témur Khan, le successeur de Kublai Khan et second empereur Yuan, qui répond favorablement à cette volonté de rapprochement. Les envoyés de l'Ilkhanat rendent donc hommage à Témur, avant d'aller inspecter les propriétés accordées à Houlagou, le fondateur de l'Ilkhanat, dans le nord de la Chine. Ils restent pendant quatre ans à Cambaluc la capitale des Yuan.
À peu près au même moment, Qaïdu et Douwa du Khanat de Djaghataï mobilisent une grande armée pour attaquer Karakorum, qui est alors sous le contrôle des Yuan. Cette attaque a lieu vers l'an 1300, pendant la phase finale de la guerre entre Qaïdu et Kubilai. L'armée Yuan subit de lourdes pertes, alors qu'aucun des deux camps n'arrive à remporter une victoire décisive lors des combats qui se déroulent en septembre. Douwa est blessé durant la bataille et Qaïdu meurt peu après. Peu de temps après, en 1304, Douwa, Chapar, le fils de Qaidu, Tokhta, le Khan de la Horde d'Or et l'Ilkhan Oldjaïtou, le successeur de Ghazan, négocient la paix avec Temür Khan. Ils mettent fin à la guerre et maintiennent des relations commerciales et diplomatiques entre les Khanats. Les Khans occidentaux reconnaissent nominalement Témur comme leur maître suprême, ce qui établit une suzeraineté nominale de la dynastie Yuan sur les autres khanats. Cependant, la paix est de courte durée, car des combats éclatent rapidement entre Douwa et Chapar pour des questions de territoire. Témur soutient Douwa et envoie une grande armée commandée par Khayisan à l'automne 1306. Chapar finit par se rendre et son territoire est divisé entre les Djaghataïdes et la dynastie Yuan. La suprématie nominale du Yuan, bien qu'elle ne repose pas sur les mêmes fondements que celle des Khagans précédents, comme le prouve la poursuite des affrontements frontaliers entre les Khanats, a duré quelques décennies, jusqu'à ce que la dynastie Yuan tombe en Chine (1368). Les quatre khanats ont continué à interagir les uns avec les autres durant la première moitié du XIVe siècle, mais ils l'ont fait en tant qu'États souverains. Ils ont formé des alliances, se sont battus, ont échangé des envoyés et des produits commerciaux. Même si dans le cas de la dynastie Yuan et de l'Ilkhanat, il existe un vaste programme d'interaction culturelle et scientifique qui dure aussi longtemps que ces deux États existent, les Khanats n'ont plus jamais mis leurs ressources en commun dans une entreprise militaire nécessitant une coopération.

## Voir également
- Divisions administratives de la Dynastie Yuan (en)
- Bureau des affaires bouddhistes et tibétaines (en)
- Conquêtes mongoles
- Division de l'Empire mongol
- Semu
- Dynastie Tang en Asie centrale
- Dynastie Qing en Asie centrale